# Bakom spegeln
Bakom spegeln (engelska: Bigger Than Life) är en amerikansk dramafilm från 1956 i regi av Nicholas Ray. Den är filmad i Cinemascope. Filmen är baserad på Berton Rouechés artikel "Ten Feet Tall", som publicerades i The New Yorker 1955. Huvudrollen spelas av James Mason, som också producerade filmen. Filmen handlar om läraren Ed, som totalt tappar kontrollen över sig själv och sitt liv när han blir beroende av kortison. I större roller ses Barbara Rush som Eds fru och Walter Matthau som Eds bästa vän och kollega. 

## Rollista i urval
- James Mason - Ed Avery
- Barbara Rush - Lou Avery
- Walter Matthau - Wally Gibbs
- Robert F. Simon - doktor Norton
- Christopher Olsen - Richie Avery
- Roland Winters - doktor Ruric
- Rusty Lane - Bob LaPorte
- Rachel Stephens - sköterska
- Kipp Hamilton - Pat Wade